# Thompson Badru
Thompson Badru (?, 1928. július 10. – ?, 2012. március 29.) nigériai nemzetközi labdarúgó-játékvezető.

## Pályafutása
Pályafutása során hazája legfelső szintű labdarúgó-bajnokságának játékvezetője lett. A Nigériai labdarúgó-szövetség Játékvezető Bizottsága terjesztette fel nemzetközi játékvezetőnek, a Nemzetközi Labdarúgó-szövetség (FIFA) bíróinak keretébe.

### Olimpiai játékok
Mexikóvárosban rendezték a XIX. 1968. évi nyári olimpiai játékokat. Egy csoportmérkőzést, az Izrael–Salvador (3–1) találkozót vezette. Kettő csoportmérkőzésen, az egyenes kieséses szakasz az egyik találkozóján és a bronzmérkőzésen, a Japán–Mexikó (2–0) összecsapáson az izraeli Abraham Klein játékvezető első számú partbírójaként tevékenykedett.
Vezetett mérkőzéseinek száma: 1 + 4 (partbíró)